# Farmakopornokapitalizm
Farmakopornokapitalizm (lub farmako-porno-kapitalizm) – termin z zakresu teorii queer i filozofii seksu ukuty przez Paula B. Preciado, opisujący relację kapitalizmu, przemysłu farmaceutycznego, polityki narkotykowej, pornografii i biopolityki. Teoria ta określa w tym kontekście współczesną konfigurację relacji ciała i władzy, która jest przez autora poddawana krytyce. 

## Kontekst filozoficzny
Jest to współczesne rozwinięcie biopolitycznej filozofii Michela Foucaulta. Kluczem tej formy kapitalizmu ma być zarządzanie ciałem jednostki poprzez kontrolę jej popędów w sposób bezpośredni lub podprogowy za pomocą mediów i molekularnych technologii farmakologicznych.
Farmakopornokapitalizm jest przykładem realizacji performatywności ciała, w sensie traktowania ciała jednostki jako przedstawienie i performans, analogicznie jak w teorii performowania płci ukutej przez Judith Butler.
Obecnie teoria ta bywa używana w filozofii feminizmu, określanej jako „transfeminizm”.

## Przykłady
Bezpośrednim przykładem przemysłu farmakopornograficznego jest sam przemysł pornograficzny w dobie późnego kapitalizmu, ponieważ pomimo bycia przemysłem zorientowanym na generowanie zysków nie wytwarza usług, produktów, ani tożsamości.
Preciado przywołuje również proces wprowadzenia na amerykański rynek pigułki antykoncepcyjnej Enovid, gdzie amerykańska Agencja Żywności i Leków (FDA), pomimo naukowych sukcesów leku, nie dopuściła go do sprzedaży. Argumentem FDA miało być kwestionowanie tożsamości płciowej kobiet, u których pod wpływem przyjmowania leku może nie dochodzić do menstruacji. W odpowiedzi na krytykę, producent leku opracował pigułkę, która wywoływała swoim działaniem rytm cyklu menstruacyjnego, doprowadzając do „technologicznej miesiączki”. Takie odtworzenie biologiczności zostaje przez Preciado nazwane terminem biodrag.
Mniej oczywistym przykładem działania farmakopornokapitalizmu przywołanym przez Preciado jest gra mobilna Candy Crush Saga. Autor wskazuje na wzrastającą liczbę osób uzależnionych od gry oraz jej fundamentalną prostotę (brak mechanik samodoskonalenia umiejętności gracza, pełna losowość mechanizmów), przyrównując ją do aktu masturbacji. Preciado wskazuje też na brak technologicznego skomplikowania gry, co pozwala na udostępnienie jej w modelu free-to-play, dzięku czemu jest łatwo dostępna do „zainstalowania” w naszym aparacie poznawczym, generując w ostateczności zyski dla producenta.

## Popularność terminu w Polsce
W odpowiedzi na polskie tłumaczenie książki „Testoćpun” (wyd. Krytyki Politycznej), w 2023 czasopismo Praktyka Teoretyczna poświęciło temu zagadnieniu pełen numer.
3 marca 2022 roku w Nowym Teatrze w Warszawie premierę miał spektakl „Mieszkanie na Uranie”, oparty na filozofii i twórczości Preciado, w tym teorii farmakopornokapitalizmu.